# Steatogenys duidae
Steatogenys duidae är en fiskart som först beskrevs av Francesca LaMonte 1929.  Steatogenys duidae ingår i släktet Steatogenys och familjen Hypopomidae. Inga underarter finns listade i Catalogue of Life.